# Leandro Berra
 (décembre 2021).
La mise en forme du texte ne suit pas les recommandations de Wikipédia : il faut le « wikifier ».
Les points d'amélioration suivants sont les cas les plus fréquents :
- Les titres sont pré-formatés par le logiciel. Ils ne sont ni en capitales, ni en gras.
- Le texte ne doit pas être écrit en capitales (les noms de famille non plus), ni en gras, ni en italique, ni en « petit »…
- Le gras n'est utilisé que pour surligner le titre de l'article dans l'introduction, une seule fois.
- L'italique est rarement utilisé : mots en langue étrangère, titres d'œuvres, noms de bateaux, etc.
- Les citations ne sont pas en italique mais en corps de texte normal. Elles sont entourées par des guillemets français : « et ».
- Les listes à puces sont à éviter, des paragraphes rédigés étant largement préférés. Les tableaux sont à réserver à la présentation de données structurées (résultats, etc.).
- Les appels de note de bas de page (petits chiffres en exposant, introduits par l'outil «  Source ») sont à placer entre la fin de phrase et le point final[comme ça].
- Les liens internes (vers d'autres articles de Wikipédia) sont à choisir avec parcimonie. Créez des liens vers des articles approfondissant le sujet. Les termes génériques sans rapport avec le sujet sont à éviter, ainsi que les répétitions de liens vers un même terme.
- Les liens externes sont à placer uniquement dans une section « Liens externes », à la fin de l'article. Ces liens sont à choisir avec parcimonie suivant les règles définies. Si un lien sert de source à l'article, son insertion dans le texte est à faire par les notes de bas de page.
- La présentation des références doit suivre les conventions bibliographiques. Il est recommandé d'utiliser les modèles {{Ouvrage}}, {{Chapitre}}, {{Article}}, {{Lien web}} et/ou {{Bibliographie}}. Le mode d'édition visuel peut mettre en forme automatiquement les références.
- Insérer une infobox (cadre d'informations à droite) n'est pas obligatoire pour parachever la mise en page.

Pour une aide détaillée, merci de consulter Aide:Wikification.
Si vous pensez que ces points ont été résolus, vous pouvez retirer ce bandeau et améliorer la mise en forme d'un autre article.
Né à Buenos Aires en 1956, il vit et travaille à Paris depuis 1981 où il obtient le diplôme de sculpture à l’École nationale supérieure des beaux-arts.

## Expositions
Expositions personnelles
- 2013 : Galerie Univers – Colette Colas[2]
- 2010 :
  - Rencontres Internationales d’Arles[3]
  - Espace Gainville, Aulnay-sous-bois[4]
- 2009 : Galerie Claude Samuel « Bamako » Paris[5]
- 2008 :
  - Galerie Claude Samuel, « Open Door » ; Paris[6]
  - « Autoportrait-Robots » aux Quartiers d’Orange, Bamako, Mali[7]
  - « Autoportrait-Robots » Université Lumière Lyon[8]
- 2006 :
  - Galerie Claude Samuel “Autoportraits-Robots” , et “Portraits de famille “; Paris[9]
  - Festival "Paris tout court"[10]
- 2005 : Rencontres Internationales d’Arles[11]
- 2004 :
  - Galerie Claude Samuel, "Autoportraits-Robots", Paris[12]
  - Galerie 180 Arte Contemporaneo, Buenos Aires. Argentine[13]
- 2003 : Centro Cultural Recoleta, Buenos Aires, Argentine[14].
- 2002 : Maison de L’Amérique Latine, Paris. A cette occasion a eu lieu la sortie du livre “BERRA”, éditions Somogy[15].
- 2000 : Maison des Arts André Malraux, Créteil[15].
- 1999 :
  - Kunstherberg M.W.D,Hommerts, Hollande[8].
  - Galerie Vromans, Amsterdam, Hollande[8].
  - Galerie Theo Haan, La Haye, Hollande[8].
- 1998 :
  - Fiap Jean Monnet, Paris[8].
  - Château de Saint Auvent[8].
- 1997 :
  - Foire de Strasbourg, One man show
  - Galerie J.-C. Riedel, Paris.
- 1996 : Galerie Fabrice Miliani, Marseille.
- 1995 : Instituto Goethe, Buenos Aires, Argentine.
- 1993 :
  - Centro Cultural Recoleta, Buenos Aires, Argentine.
  - Galeria Atica, Buenos Aires, Argentine.
- 1991 : 
  - Fein Art Gallery, Bruxelles.
  - One man show, Salon Découvertes, Grand Palais, Paris.
  - Lineart 91, Gand, Belgique.
  - Internationale Kunst messe Hambourg, Allemagne.
- 1990 : Galerie J.-C. Riedel, Paris.
- 1988 :
  - Galerie Alineas, Nancy.
  - Centro Cultural Recoleta, Buenos Aires, Argentine.
  - Galerie Ar, Brest.
  - lnstallation : Sculptures Furtives dans le métro de la ville de Buenos Aires, Argentine.
- 1987 : Galerie J.-C. Riedel, Paris.

Expositions collectives
- 2016 : "Si photographes...", Galerie Univer / Colette Colla[16]
- 2007 : “Rencontres internationales d’Arles.” Portrait officielle de madame la présidente
- 2003 : Galerie Lyle Rietzel, Saint Domingue, République Dominicaine
- 2000 :
  - Maison de France, Santo Domingo. République Dominicaine
  - Musée du Panthéon National Haïtien, Port-au-Prince. Haïti
  - Certro Cultural, Pontificia Universidad Catàﾲlica, Liméa. Pérou
  - Musée Martiniquais des Arts D’Amériques, Lamentin. Martinique
- 1999 : “Espaces des Ameriques”, Maison de l’Amérique Latine, Paris
- 1998 : Fondation Fortabat, Buenos Aires, Argentine
- 1996 : Centro Cultural Recoleta, Buenos Aires, Argentine
- 1995 : Galerie Fabrice Miliani, Marseille
- 1994 :
  - Galerie Struk, Paris
  - Mot de Passe Cortazar , Maison de l’Amérique Latine, Paris
- 1993 : Galeria Atica, Buenos Aires, Argentine
- 1992 :
  - Expressions Actuelles àﾠ Nanterre;
  - Zeitgenàﾶssische Argentinische Kunst, Dusseldorf, RFA.
- 1991 : Hommage àﾠ Roger Caillois, Maison de l’Amérique latine, Paris ;
- 1990 :
  - Art Internationale, Kunst messe Hambourg,RFA;
  - Fein Arl Galery,Bruxelles Belgique
- 1989 : Galerie Ar, Brest.
- 1987 : Galerie Alinea, Nancy.
- 1986 :
  - Centre culturel de Cherbourg,
  - Hôtel de ville de Brest;
  - Salle d’exposition du Sépulcre, Caen ;
  - Mairie de Gentilly ;
  - Centre culturel de Boulogne-Billancourt ;
  - Galerie J.C. Riedel, Paris.
- 1985 : Galerie J.-C. Riedel, Paris.

## Prix
- 1990 : 
  - Prix Fondation Fortabat, Maison de I’Amerique Latine, Paris[17]
  - Lauréat pour la sculpture à la Nuit de la jeune création, Palais des Congrès, Paris
- 1993 : Prix de la Jeune Peinture, Fondation Fortabat Buenos Aires, Argentine[18].

## Collections publiques
- Fonds National d’Art Contemporain, France
- Mairie de Gentilly
- Maison de l’Amérique latine, Paris.
- Museo de Arte Contemporaneo, Buenos Aires, Argentine
- Musée Martiniquais d’Arts d’Ameriques

## Publications
- Berra, François Vitrani, Marcelo Percia, Beatriz Trastoy, Eduardo Febbro, Alain Jouffroy, Somogy éditions d'art[19], 2002 : publié à l'occasion de l'exposition "Leandro Berra, d'un moi pluriel et d'une seule ombre", présentée à la Maison de l'Amérique latine du 19 septembre au 6 novembre 2002.